# Sweltsa fidelis
Sweltsa fidelis is een steenvlieg uit de familie groene steenvliegen (Chloroperlidae). De wetenschappelijke naam van de soort is voor het eerst geldig gepubliceerd in 1920 door Banks.